# Casino Empire
Casino Empire, noto anche come Hoyle Casino Empire, è un videogioco gestionale del 2002 prodotto dalla Sierra Entertainment, ambientato a Las Vegas.

## Modalità di gioco
Il gioco prevede la gestione di un casinò, comprando vari elementi ed aumentando di livello. Il giocatore dovrà tenere conto di 4 fattori principali: il tempo (cioè quanti mesi sono passati dall'inizio della partita), i soldi, il numero di clienti e la popolarità. Questi fattori sono determinanti per poter concludere con successo le missioni.
Una partita normalmente si svolge con il livello di valutazione del casinò pari a 1 (su un massimo di 4 livelli) e con 60.000$ a disposizione. Il giocatore dovrà quindi comprare dei giochi che si dividono in due categorie: macchinette (slot machine, video poker) e tavoli (blackjack, roulette ecc. ecc.), dei servizi e delle decorazioni al fine di poter aumentare i soldi, la popolarità e il numero di clienti. Il gioco riporta in maniera molto dettagliata ogni singola azione gestionale del casinò in questione. Le missioni totali sono 8 e la loro difficoltà aumenta man mano che si avanza nel gioco. Quindi sta al giocatore elaborare un'eventuale strategia per poter terminare le missioni nel minor tempo possibile.

## I Casinò

### Buddy's Casino
Il primo casinò del gioco: è gestito dal cugino del protagonista, che si trova nei guai e avrà bisogno del nostro aiuto.
Questo casinò è senza dubbio il più semplice da gestire: il locale infatti è piccolo e il numero di giochi da poterci mettere è piuttosto limitato. Non ha un particolare tema di ambientazione. Per poter concludere la missione il giocatore dovrà aver raggiunto il secondo livello di valutazione ed aver accumulato 25.000$ in due anni.

### The Egyptian
Secondo casinò del gioco: il proprietario è un ricco magnate egiziano.
Come suggerisce il nome, il tema del locale è l'Antico Egitto. La missione in questione è facile da concludere. Avremo tre anni a disposizione per poter accumulare 200.000$, raggiungere 250 di valutazione e raggiungere il terzo livello di costruzione.

### The Medieval
Terzo, spettacolare, casinò del gioco, gestito da due bizzarri gemelli di nome Wolfgang e Amadeus (chiaro riferimento a Mozart) che si credono maghi di prestigio.
Ambientato nel Medioevo, è uno dei migliori casinò del gioco. Anche questa missione si conclude facilmente, se si ha dimestichezza nel gioco. Anche in questo caso abbiamo tre anni di tempo per poter avere ben 400 clienti, 200.000$ e aver raggiunto anche qui il terzo livello di costruzione.

### Solid Gold
Quarto casinò, gestito da un italo-americano, di cognome Guccini.
L'ambientazione è sicuramente ispirata al tema della musica rock and roll degli anni cinquanta. Qui il giocatore incontrerà le prime difficoltà nel gioco: infatti ogni mese verranno sottratti 5.000 dollari dal conto principale. Per terminare la missione dobbiamo raggiungere quota 400 clienti e 250 di valutazione in due anni.

### The Big Top
Quinto casinò del gioco, gestito da un giostraio.
Il tema di questo casinò è il circo. Questa missione è particolare rispetto alle altre: si avranno a disposizione a inizio partita solo 15.000$ ma saranno già presenti alcuni giochi e alcuni servizi. L'obiettivo è accumulare mezzo milione, 300 stelle di valutazione in due anni.

### Pirate's Gold
Sesto casinò, gestito da un ricco uomo d'affari texano.
Missione non facile, in quanto verranno sottratti ben 7.500$ al mese. Ambientato nel periodo dei pirati. Per poter passare al livello successivo bisognerà spremersi, difatti si dovrà raggiungere ben un milione di dollari,  400 clienti e 350 stelle di valutazione, il tutto in due anni e mezzo.

### The Poseidon
Penultimo casinò, forse il migliore di tutti, è gestito da un mafioso.
Ambientato in epoca Romana, è il secondo casinò per difficoltà. Bisognerà totalizzare anche qui un milione di dollari, raggiungere il quarto livello di costruzione e avere 450 clienti oltre che 375 stelle di valutazione, il tutto in due anni.

### The Grand
Ultimo casinò del gioco, gestito da uno strano tizio.
È ambientato in un edificio molto somigliante alla CN Tower di Toronto ed è senza dubbio la missione più difficile del gioco. L'obiettivo è fare un milione e mezzo di dollari, raggiungere il quarto livello di costruzione, avere 500 clienti e 450 di valutazione in due anni.

## Giochi
- Slot Machine (anche in versione multipla con montepremi)
- Video Poker
- Video Blackjack
- Blackjack
- Dadi
- Ruota della fortuna
- Roulette
- Pai Gow Poker
- Poker
- Baccarat